# Parleta
Parleta (pot. Parlety, Parlęty) – przepływowe jezioro rynnowe w Polsce, położone w województwie pomorskim, w powiecie sztumskim, w gminie Sztum, na zachód od miejscowości Sztum. 

## Opis
Według regionalizacji fizycznogeograficznej Polski jezioro położone jest na obszarze Pojezierza Dzierzgońsko-Morąskiego, stanowiącego część makroregionu Pojezierza Iławskiego.
Ogólna powierzchnia: 47,47 ha